# Clendinning Creek
Clendinning Creek är ett vattendrag i Kanada.   Det ligger i provinsen British Columbia, i den sydvästra delen av landet, 3 600 km väster om huvudstaden Ottawa.
I omgivningarna runt Clendinning Creek växer i huvudsak blandskog. Trakten runt Clendinning Creek är nära nog obefolkad, med mindre än två invånare per kvadratkilometer.